# Garth Owen-Smith
Garth Owen-Smith (* 22. Februar 1944 in Pinetown, Südafrika; † 11. April 2020) war ein namibischer Naturschützer. Er gilt für seinen Einsatz zum Schutz von namibischen Wildtieren vor Wilderei und für die Entwicklung innovativer Naturschutzprogramme als Pionier auf diesem Gebiet im südlichen Afrika.

## Leben
Owen-Smith besuchte die Sekundarschule in seiner Heimatstadt. Nach dem Schulabschluss wanderte er ins damalige Südwestafrika aus und arbeitete in den 1960er Jahren im Bergbau in Tsumeb. Nach einer längeren Reise per Fahrrad durch Südwestafrika und Botswana arbeitete Owen-Smith als Landwirtschaftsaufseher in der heutigen Region Kunene. 1970 musste er im Zuge des namibischen Befreiungskampfes die Region verlassen und zog für ein Jahr nach Australien. Hier beendete er ein Studium der Ethnobotanik. Owen-Smith kehrte nach Südafrika zurück und arbeitete dort als Hochschullehrer. Es folgten zwei Jahre als Rinderfarmer in Simbabwe unter der Führung von Naturschützer Allan Savory.
1978 kehrte er nach Südwestafrika zurück und schloss sich der Regierungsstelle für Naturschutz an. Zunächst war er in Keetmanshoop stationiert, wo er für das Diamantensperrgebiet zuständig war. Anschließend wurde Owen-Smith in den Etosha-Nationalpark versetzt. 1982 verließ er die Regierungsstelle und zog zurück in die Kunene-Region, wo Owen-Smith sich vor allem für die wüstenangepassten Nashörner und Elefanten einsetzte. Er war in diesem Rahmen maßgeblich an der Gründung des kommunalen Schutzprogramms Integrated Rural Development and Nature Conservation (IRDNC) beteiligt.
Zusammen mit seiner Lebenspartnerin Margaret Jacobsohn und anderen Naturschützern war Owen-Smith Mitbegründer einer Nichtregierungsorganisation, deren Hauptziele es sind, die Wilderei zu bekämpfen, ländliche Strukturen zu schützen und das Gemeinwohl der Landbevölkerung zu fördern. Für seine Leistungen erhielt Owen-Smith zusammen mit Jacobsen 1993 den Goldman Environmental Prize und beide wurden in der Global 500 Roll of Honour, einer Auszeichnung des United Nations Environment Programme (UNEP), im Jahr 1994 genannt. Es folgten der Orden der Goldenen Arche 1997 und die Auszeichnung als Cheetah Conservationist 2003. 2015 erhielt er für sein Naturschutzengagement den Prince William Lifetime Conservation Award durch Prinz William.
Im Gedenken an Owen-Smith wird seit 2021 der Grassroots Owen-Smith Community Ranger Award für besondere Leistungen im Naturschutz vergeben.
Owen-Smith starb an einer Krebserkrankung. Er war mit June Owen-Smith verheiratet und hatte zwei Söhne. Bis zu seinem Tod war er mit Margaret Jacobsohn liiert.

## Veröffentlichungen
- An Arid Eden, A Personal Account of Conservation in the Kaokoveld, Jonathan Ball Publishers, Johannesburg 2011, ISBN 978-1-86842-363-7.